# Забава (село)
Заба́ва —  село в Україні, у Шептицькому районі Львівської області. Населення становить 206 осіб.
На південній стороні від села бере початок річка Млинівка, права притока Білостоку.

## Персоналії
- Брановський Роман Петрович — Герой Соціалістичної Праці.